# V-Tech Rampage
V-Tech Rampage är ett kontroversiellt amatörskapat actionspel från 2007 som återskapar den tragiska masskjutningen på Virginia Tech-universitetet i USA, som inträffade den 16 april 2007. Spelet, som skapades av en oberoende utvecklare, låter spelaren ta på sig rollen som gärningspersonen under den verkliga händelsen, och spelet simulerar händelserna på campuset, inklusive att skjuta oskyldiga studenter och personal. Spelet släpptes på Newgrounds 12 maj 2007, mindre än en månad efter skjutningen.